# Jaye Davidson
Jaye Davidson (født Alfred Amey; 21. marts 1968) er en amerikansk født britisk model og pensioneret skuespiller. Han er bedst kendt for sin rolle som den transkønnede kvinde Dil i 1992 i drama-thrilleren The Crying Game, for hvilken han modtog en nominering til en Oscar for bedste mandlige birolle og optræder i Stargate i 1994 som den gud-lignende Ra.